# Ula Tirso
Ula Tirso (en lengua sarda y cooficialmente simplemente Ula, Tirso es el nombre del río que discurre no lejos del pueblo y del lago que alimenta) es una localidad italiana de la provincia de Oristán, región de Cerdeña,  con 601 habitantes.

## Evolución demográfica
| Gráfica de evolución demográfica de Ula Tirso entre 1861 y 2001 |
|                                                                 |
| Fuente ISTAT - elaboración gráfica de Wikipedia                 |